# Michal David

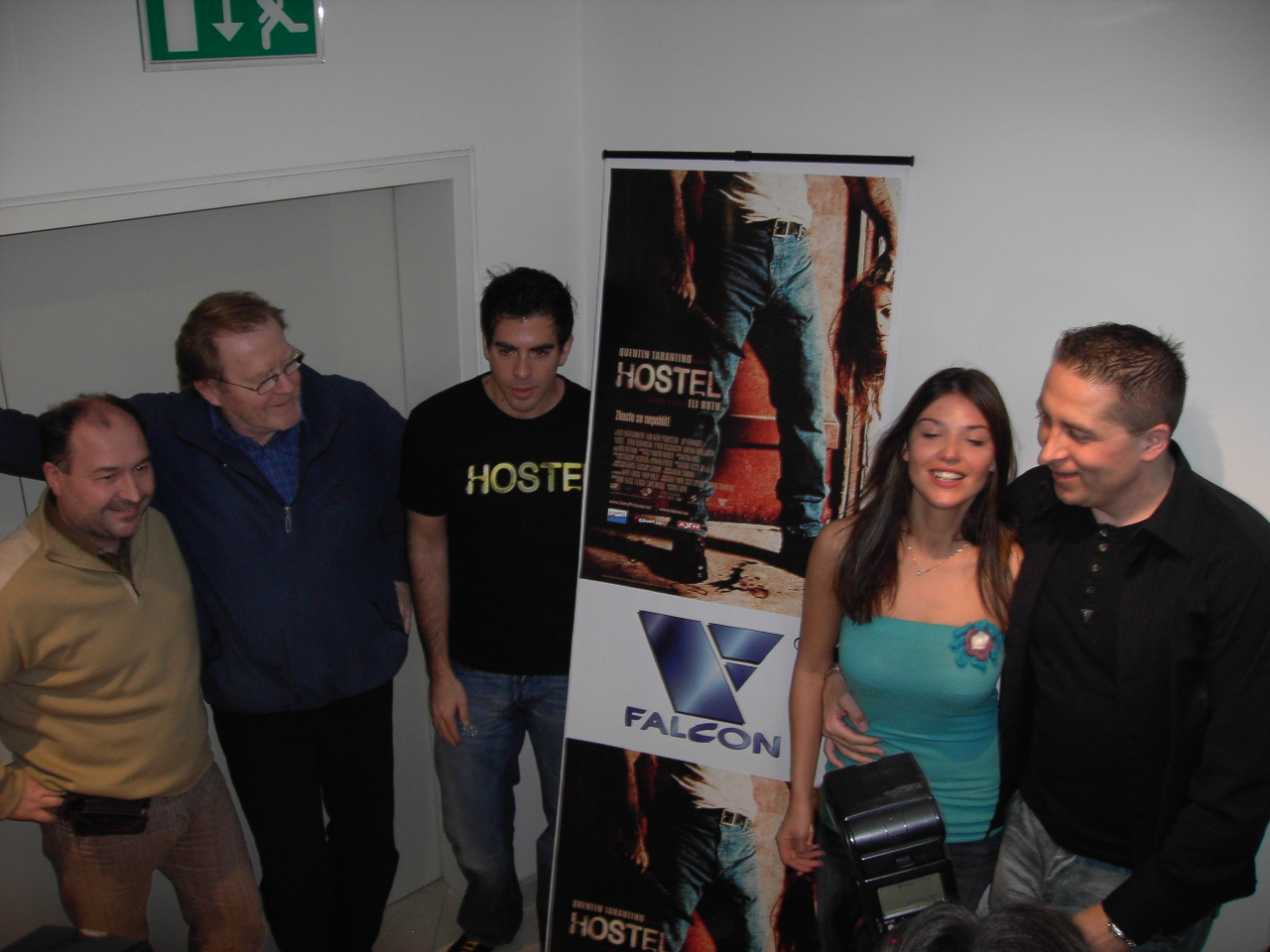
Michal David (první zleva) při premiéře filmu Hostel

Michal David, rodným jménem Vladimír Štancl (* 14. července 1960 Praha), je český zpěvák, skladatel a hudební podnikatel.

## Život
S matkou Editou Štanclovou, která pochází ze známého cirkusového rodu Kludských, pobýval po roce 1968 v Itálii, kde navštěvoval školu a učil se hrát na varhany, v čemž též lze hledat prvopočátek pozdější dílčí orientace na italský sound. Po návratu v deseti letech pokračoval ve výuce a absolvoval první veřejná vystoupení v odlišných prostředích: na varhany na mších a na klavír v jazzové formaci Čtyři (v obsazení klavír - kytara - basová kytara - bicí), s níž zpívala Jana Koubková. V roce 1976 vystoupili na Pražských jazzových dnech a pianista a zároveň leader skupiny byl vyhlášen Hudebníkem roku.
Studoval na pražské hudební konzervatoři, studium ale nedokončil. Připojil se ke skupině Kroky Františka Janečka, kde nejprve pouze doprovázel různé interprety, mezi kterými byla například Jana Kratochvílová[zdroj?]. Na hudebním festivalu Intertalent zvítězil s písní Nenapovídej a stal se novým popovým idolem[zdroj?]. První sólové album vydal v roce 1980. Jeho hudba zní ve filmech Vítr v kapse, Láska z pasáže, Kamarád do deště, Discopříběh 1 a 2, Decibely lásky. Se skupinou Kroky Františka Janečka spolupracoval do roku 1987. Pak se rozhodl skupinu opustit a vydal se na sólovou dráhu.
Jeden z textů pro Discopříběh (Lucie) napsal pod psedonymem Miroslav Melen normalizátor československé kultury Miroslav Müller , který se podílel např. na organizování takzvané „Anticharty“ nebo zákazech činnosti umělců. 
Pro své vystupování v osmdesátých letech (jako zpěvák skupiny Kroky Františka Janečka) a prorežimní práci (píseň Poupata, která se stala symbolem Spartakiády 1985) byl veřejností v devadesátých letech vnímán převážně negativně jakožto exponent minulého komunistického režimu a odešel spolu s dalšími umělci (např. Helena Vondráčková) do ústraní.
Komponuje pro další umělce, věnuje se muzikálové tvorbě. V dubnu 1995 založil se svou ženou společnost D. D. records, s. r. o. Marcela Davidová v květnu 2001 svůj poloviční podíl prodala Oldřichu Lichtenbergovi, současně došlo ke změně názvu společnosti na Cleopatra Musical, s. r. o.
V roce 1998 čeští hokejisté v Naganu uvedli, že jejich motivační oporou jsou v šatně Davidovy písně, zvláště pak píseň „Pár přátel“. Na uvítanou pro české hokejisty složil píseň Správnej tým. Jeho píseň Dlouhá noc složená pro Helenu Vondráčkovou se stala v roce 2001 hitem, který ji podle Michala Davida tzv. „nakopl“.
Koncertuje, vystupuje na diskotékách, věnuje se tvorbě muzikálů a komponování pro další umělce. Při politických setkáních podporoval Občanskou demokratickou stranu i Českou stranu sociálně demokratickou. Sám se k tomu vyjádřil tak, že je nezávislý a zpívá pro toho, kdo mu zaplatí. V lednu 2004 se stal členem správní rady Nadačního fondu Diamant dětem, který založila Šárka Grossová. Ačkoliv napsal spoustu dramatických, nebo pomalých skladeb, z jeho tvorby jsou nejznámější hlavně ty z osmdesátých let.
Celkem vydal 16 sólových alb. Jeho písně se objevily například i v horroru Hostel.
Po republice jezdí a hraje se jeho vlastní muzikál složený z jeho písní jménem Děti ráje.
Působil jako kouč v televizní soutěži Hlas Česko Slovenska.
V roce 2010 oslavil své padesáté narozeniny obřím koncertem v O2 aréně. Vydal jej v audio verzi na CD, tak na DVD a bývá vysílán na Silvestra. V roce 2010 a 2012 měl koncert v pražské Lucerně. Roku 2015 si připravil pro fanoušky opět koncert v O2 aréně s názvem Bláznivá noc, kde slavil své 55. narozeniny. Koncem roku 2016 rozpustil svojí kapelu Michal David Band a omezil koncertní činnost. V roce 2017 založil svou novou doprovodnou kapelu Kvatro, která se skládá z moravských muzikantů a prvně se s Michalem Davidem představila na koncertě Michal David & Friends ve Foru Karlín. Rovněž jej doprovázela po jeho open-air turné po Česku a doprovází ho i nyní.
V roce 2018 obdržel od prezidenta Miloše Zemana Státní vyznamenání za zásluhy v oblasti kultury.
Roku 2019 pokračoval ve velkém open-air turné po Česku.
V roce 2020 natočil duet se slovenskou zpěvačkou Kristínou, který se jmenuje NA DLANI. K tomuto singlu vznikl i videoklip, měl premiéru 21. 9. 2020. V září 2020 vyrazil na turné ZAS BUDE OK. Jednalo se o malé speciální koncerty s kapacitou maximálně 1000 osob. Více totiž nepovolovala nařízená opatření ke zmírnění onemocnění covid-19. Turné mělo probíhat už v červenci 2020. Po pár týdnech ale musel turné přeložit až na srpen/září kvůli pokračujícím opatřením proti covidu-19. V prosinci roku 2020 vydal novou desku s názvem Moje zapomenuté ploužáky. Zařadil tam méně známé ploužáky v nových úpravách, vánoční a nové písně.
Ve filmu Andílci za školou, si zahrál roli školníka. Jedná se o zfilmovanou verzi jeho muzikálu.
V roce 2021 se přichystal halové turné s názvem Britterm Tour 2021. Kvůli přísným podmínkám pro akce nad 1000 osob se turné přeložilo také až na rok 2022.
V prosinci 2021 vydal novou desku s názvem Moje zapomenuté ploužáky 2. Zařadil tam několik pomalých písní, které nejsou tolik známé. Toto album navazuje na album, které vyšlo před rokem a jmenovalo se Moje zapomenuté ploužáky.
Koncem roku 2021 natočil novou vánoční píseň se slovenskou zpěvačkou Martinou Schindlerovou. Klip k této nové československé vánoční písničce s názvem „Blízko hvězd“ měl premiéru 12. prosince 2021 na YouTube kanále Michala Davida.
V srpnu 2024 se Michal David v rozhovoru pro TV A11 vyjádřil o současnosti jako o vracející se totalitě "„Hlavně víš co mi připadá? Že už se lidi bojí říct taky pravdu a že se vracíme zpátky do totáče, člověče. Já mám pocit, že se vracíme tam, proti čemu všichni bojovali...“  Tyto výroky vzbudily odmítavé reakce. 

### Rodina
Michal David pochází z cirkusové rodiny Kludských, jeho matka Edita Štanclová roz. Kludská je bývalá mimka. Teta Dagmar Kludská je v současné době spisovatelka a kartářka. Je rovněž příbuzný rodiny Kočkových, která provozuje pouťové atrakce a kolotoče.
S bývalou tenistkou Marcelou roz. Skuherskou (* 1961) se oženil 7. listopadu 1987. Do manželství se narodila dcera Klára (* 1989). S jednou ze svých fanynek má syna Petra (* 1982). Mladší dcera Michaela (1990–2000) zemřela na leukemii. Michal David žije v pražské městské části Křeslice, v domě má vlastní malé nahrávací studio.

## Dílo

### Muzikály
- Princezna Zmrzlina – muzikál na ledě, texty Lou Fanánek Hagen, premiéra 1999
- Kráska a zvíře – autoři hudby Michal David, Petr Malásek – texty Václav Kopta, premiéra 1999
- Kleopatra – texty Zdeněk Borovec, Lucie Stropnická a Lou Fanánek Hagen, premiéra 2002[22][23]
- Tři mušketýři – autoři hudby Michal David a Bryan Adams, texty Lou Fanánek Hagen, premiéra v listopadu 2004[24][25]
- Angelika – texty Lou Fanánek Hagen, premiéra v březnu 2007[26][27]
- Mona Lisa – autoři hudby Bohouš Josef a Michal David (též producent),[28] texty Lou Fanánek Hagen, premiéra v únoru 2009[29]
- Děti ráje – muzikál sestavený z písní Františka Janečka, Michala Davida a Zdeňka Bartáka, premiéra v listopadu 2009[30]
- Je třeba zabít Davida – parodie s písněmi Michala Davida, premiéra 2010
- Kat Mydlář – historický muzikál popisující strhující osud známého pražského kata Mydláře, premiéra v únoru 2011
- Andílci za školou – teenagerský muzikál se skupinou 5Angels, texty Lou Fanánek Hagen, premiéra 2012
- Mata Hari – retro muzikál, texty Lou Fanánek Hagen, premiéra 2013
- Muž se železnou maskou – producent: Michal David a Oldřich Lichtenberg, autor hudby: Michal David a Bryan Adams, texty: Lou Fanánek Hagen, premiéra listopad 2017

### Sólová alba
- 1982 – Nenapovídej (hity: „Nenapovídej“, „Třetí galaxie“, „Líbezná“, „Dívčí pláč“)
- 1982 – Michal David (hity: „Chtěl bych žít, tak jak se má“, „Jsi zvláštní“, „Za všechno můžeš“, „Královna krásy“)
- 1984 – Non stop (hity: „Non stop“, „Tak se, lásko, měj“, „My máme prima rodiče“, „Zůstaň a neodcházej“, „Zastav můj čas“)
- 1985 – Rodinná show (hity: „Céčka, sbírá céčka“, „Vyznání“, „Šoumen“, „Valčík pro mámu“)
- 1985 – To se oslaví (hity: „Zabitej čas“, „Největší z nálezů a ztrát“, „Můj slogan“)
- 1985 – Děti ráje (hity: „Děti ráje“, „Každý mi tě, lásko, závidí“, „Já se nezměním“, „Diskoborci“, „Obyčejný příběh“)
- 1987 – Discopříběh (hity: „Discopříběh“, „Vidím tě všude“, „Je to blízko“, „Máma“, „Hele nemachruj“)
- 1988 – Bláznivá noc (hity: „Pár přátel“, „Ikaros“, „Diskžokej nepřijel“, „Samotář“, „Cesta na Měsíc“, „Výtah do nebe“)
- 1989 – Allegro (hity: „Jak snadno uvěří se lhářům“, „Vůně ženy“, „Potlesk patří vítězům“, „V pořadí pátý“, „Pozdrav“)
- 1991 – Discopříběh č. 2 (hity: „Právě začínáme“, „Past na mýho tátu“, „Mám svůj svět“, „Půjdu s tím“, hudba Jindřich Parma – „Žádná bouřka věčně netrvá“, „Když tátové blbnou“, „Tak na to šlápni“)
- 1992 – Leo Music: Erotic House
- 1998 – Super noc (hity: „Správnej tým“, „Tak ruku mi dej“, „Zas bude OK“, „Padá a sněží“)
- 1999 – To ti nikdy neslíbím (hity: „Jsou rána tíživá“, „Lásko, to bejval čas“, „Už mi nevolej“)
- 2002 – Abnormální hic (hity: „Ruská Máša“, „Hraj, jen hraj“, „Fámy o nás jdou“, „Už neztrácej čas“)
- 2006 – Love Songs (hity: „Každý mi tě, lásko, závidí“, „Jak snadno uvěří se lhářům“, „Největší z nálezů a ztrát“)
- 2008 – Disco 2008 (hity: „Decibely lásky“, „Dívka na inzerát“, „Nonstop“, „To zas byl den“, „Po cestách růžových“)
- 2009 – Muzikálové balady (hity: „Teď královnou jsem já“, „Čas na lásku mít“, „Je to zázrak“, „Velká píseň o Nilu“)
- 2010 – Michal David 50 (2CD + DVD)
- 2010 – Michal David 50: Mejdan roku – O2 Arena Live (2CD)
- 2011 – Čas vítězství (hity: „Čas vítězství“, „Byla to láska“, „Tajfun“, „Kde to vázne“, „Nekonečno“)
- 2012 – Michal David – Lucerna (special guest: Ricchi e Poveri)
- 2012 – Michal David – Classic
- 2016 – Decibely lásky
- 2016 – Bláznivá noc
- 2018 – Open Air
- 2020 – Michal David 60 (3CD + DVD)
- 2020 – Moje zapomenuté ploužáky
- 2021 – Moje zapomenuté ploužáky 2
- 2022 – Funky

### Ocenění
- 2018 Státní vyznamenání za zásluhy v oblasti kultury
- Zlatý slavík a Český slavík – kategorie Zpěváků
  - 2. místo: 1981, 1988, 2017
  - 3. místo: 1982, 2011, 2016

- TýTý – kategorie Zpěvák
  - 1. místo: 2010, 2011